# Vedrijan
Vedrijan é uma vila localizada no município de Brda na Eslovênia. Possuía uma população estimada de 177 habitantes em 2020.